# Kamieniec (Susz)
Kamieniec (deutsch Finckenstein) ist ein Dorf im Powiat Suski (Rosenberger Kreis) der polnischen Woiwodschaft Ermland-Masuren.

## Geographische Lage
Das Dorf liegt im ehemaligen Westpreußen am Fluss Liebe auf einer Höhe von 75 Metern über der Ostsee, etwa sieben Kilometer nordöstlich von Susz (Rosenberg i. Westpr.), 22 Kilometer nordwestlich von Iława (Deutsch Eylau) und 75 Kilometer westlich von Olsztyn (Allenstein).
Der Gaudensee östlich der Ortschaft, aus dem der Fluss Liebe ausfließt,  wurde im 19. Jahrhundert entwässert.

## Geschichte

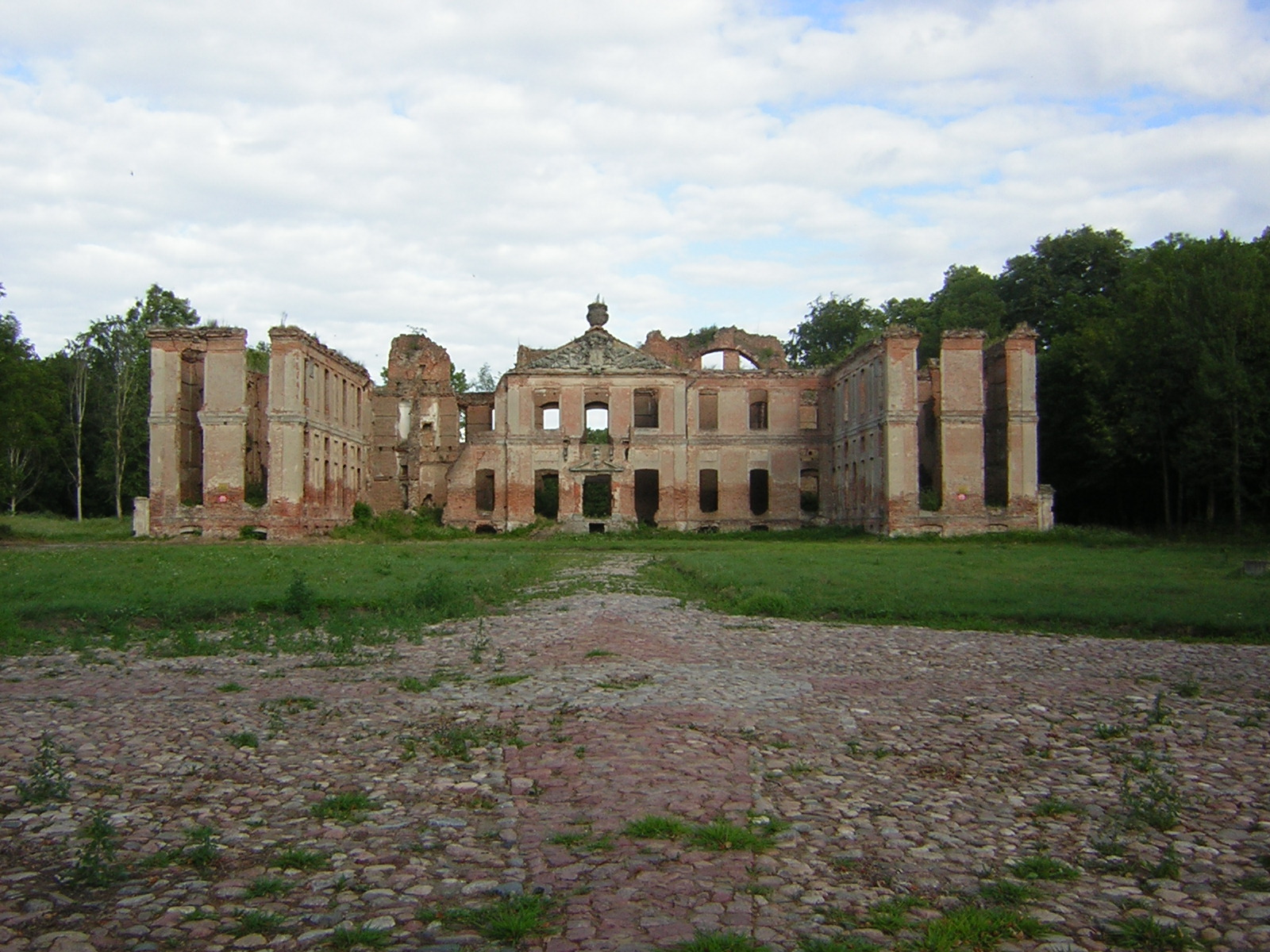
Ruine Schloss Finckenstein (Aufnahme 2006)

In einer Urkunde von 1312, durch die das Domkapitel zu Marienwerder dem Nachbardorf Albrechtau eine Handfeste über 106 Hufen zu kulmischem Recht verleiht, wird der Gaudensee als See Gaunitz bezeichnet.
Durch eine Urkunde vom 13. November 1532 verlieh Herzog Albrecht das Erbamt Schönberg nebst dem adligen Gut Langenau dem ersten lutherischen Bischof Georg von Polentz (1478–1550) zu Mannlehenrechten; in demselben lagen die Stadt Rosenberg und die Kirchspiele Rosenberg, Belschwitz mit Jaute, Habersdorf (oder Finckenstein) mit Albrechtau, Langenau mit Goldau, Sommerau mit Peterkau. 1556 erneuerte Herzog Albrecht diese Verschreibung für dessen Sohn Theophilius. Finckenstein war früher Habersdorf genannt worden; Theophilius war der einzige Sohn des Bischofs. Nach etwa hundert Jahren, 1653, verkaufte Christoph von Polenz das Schloss Schönberg mit den dazu gehörigen Gütern an Johann Casimir zu Eulenburg. Dessen Witwe, Helene Dorothea, veräußerte den Besitz 1670 an ihren Schwiegersohn Johann Theodor von Schlieben. Dessen Erbe, Ernst Sigismund von Schlieben (1677–1741), verkaufte die Schönbergschen Güter 1699 an Ernst Graf Finck von Finckenstein (1633–1717), Erbhauptmann der Ämter Gilgenburg und Eylau. In den Jahren 1716 bis 1720 wurde hier im Auftrag des Generalleutnants Albrecht Konrad Finck von Finckenstein das imposante Schloss Finckenstein errichtet.
Friedrich Ludwig Graf Finck von Finckenstein hatte nur ein Kind, Karoline, die eine Ehe mit Friedrich-Alexander Graf von Dohna-Schlobitten einging. Letzterer kaufte seinem Schwiegervater die Herrschaft Finckenstein ab, mit der er ein neues Fideikommiss stiftete, das er nach dem Erstgeburtsrecht (primogenitur masculini) zunächst für den zweiten von ihm abstammenden Mannesstamm bestimmte. Um 1785 gehörten zu dem Gutsbezirk mehrere Dörfer und Vorwerke, darunter Albrechtau mit einer Filialkirche der evangelischen Mutterkirche von Finckenstein, Bornitz, Michelau, Peterkau und weitere, die zusammen 194 Feuerstellen (Haushaltungen) hatten.
Schloss Finckenstein war während des Feldzugs gegen Preußen im Jahr 1807 einige Wochen lang von Napoleon I. und seiner polnischen Begleiterin Maria Walewska bewohnt worden; er hatte hier sein Hauptquartier aufgeschlagen.
Am Anfang des 20. Jahrhunderts hatte das Fideikommissgut Finckenstein eine evangelische Kirche, ein Schloss mit Park, eine Oberförsterei, eine Ziegelbrennerei, eine Bierbrauerei, ein Sägewerk und eine Getreidemühle. Der Gutsbezirk umfasste eine Fläche von 8804 ha, wovon 2637 ha Ackerland, 1004 ha Wiesen, 71 ha Weiden, 4497 ha Holzungen, 60 ha Hofraum und 535 ha Gewässer waren. Zum Gutsbesitz gehörte außerdem das 533 ha große Gut Görken im ostpreußischen Kreis Mohrungen.
Während der NS-Zeit fand 1935 in Finckenstein eine Unterredung Adolf Hitlers mit Franz von Papen statt. Anlass war eine Reise Papens nach Ostpreußen gewesen, um am Zeremoniell der Umbettung Hindenburgs in die „Hindenburg-Gruft“ des Tannenberg-Denkmals am 2. Oktober 1935 teilzunehmen.
Finckenstein gehörte im Jahr 1945 zum Landkreis Rosenberg in Westpreußen im Regierungsbezirk Marienwerder, Reichsgau Danzig-Westpreußen.
Im Frühjahr 1945 wurde die Region von der Roten Armee besetzt. Anschließend wurde Westpreußen von der Sowjetunion gemäß dem Potsdamer Abkommen dem kommunistischen Regime der Volksrepublik Polen zur Verwaltung unterstellt. Finckenstein wurde in Kamieniec umbenannt. Soweit die deutschen Einwohner nicht vor Kriegsende geflohen waren, wurden sie in der Folgezeit vertrieben; sie durften nach Kriegsende nicht in ihren Besitz zurückkehren.

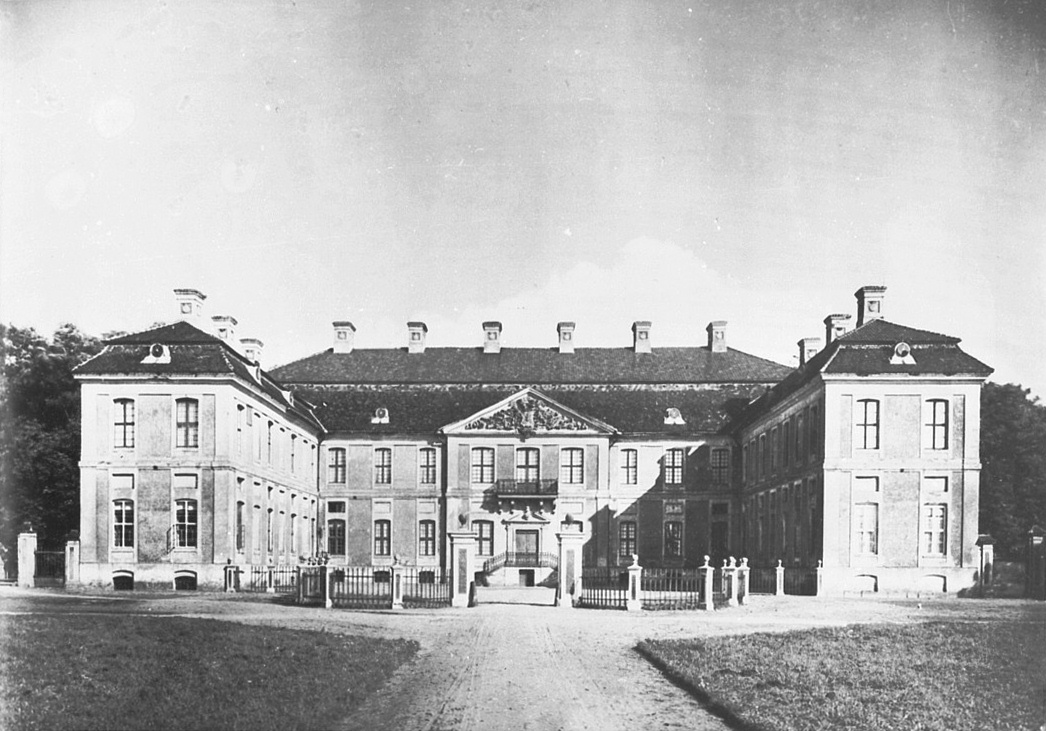
Westseite des Barockschlosses (Aufnahme vor 1931)
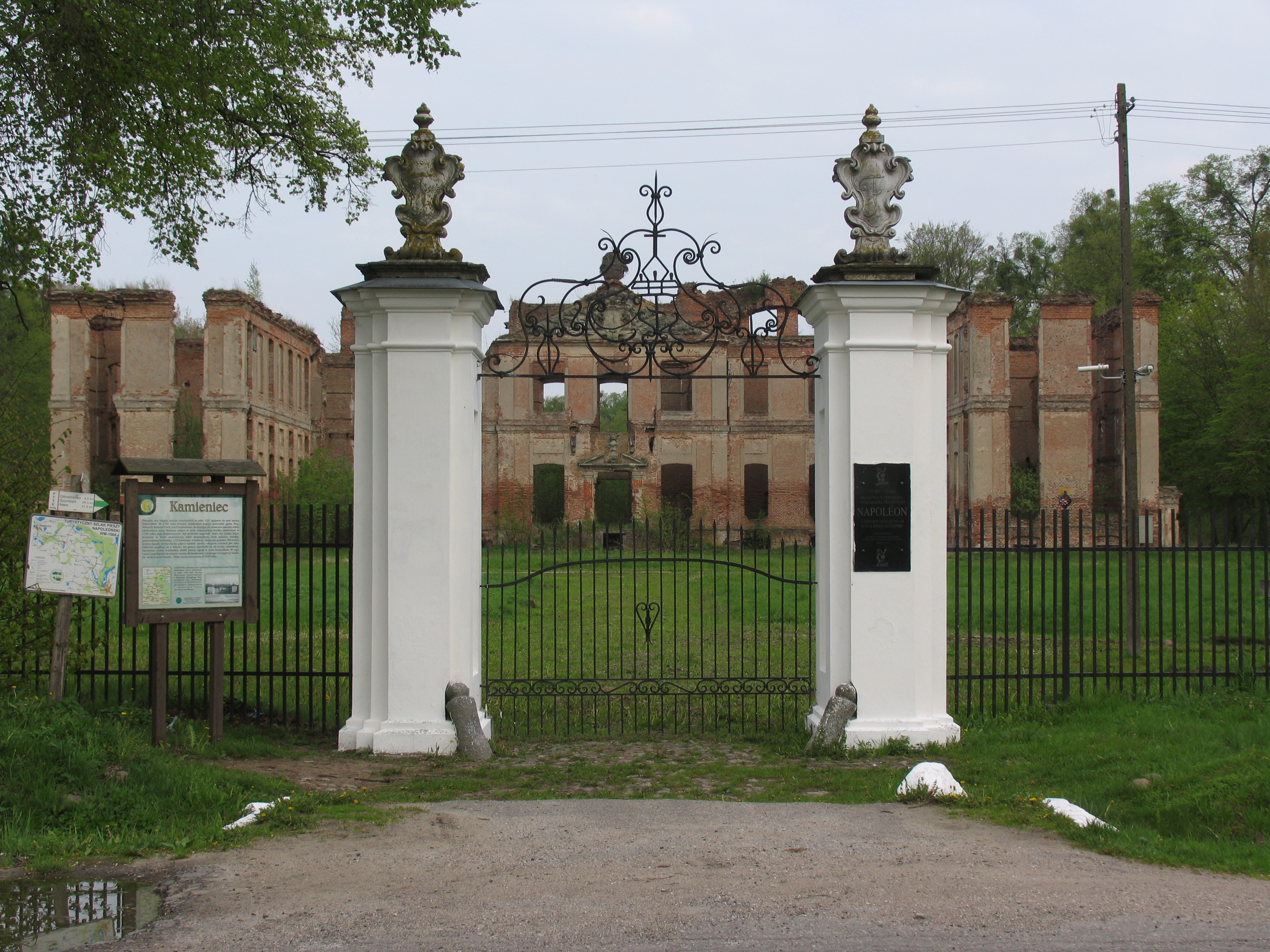
Erhaltenes Eingangstor des Schlosses (Aufnahme 2010)
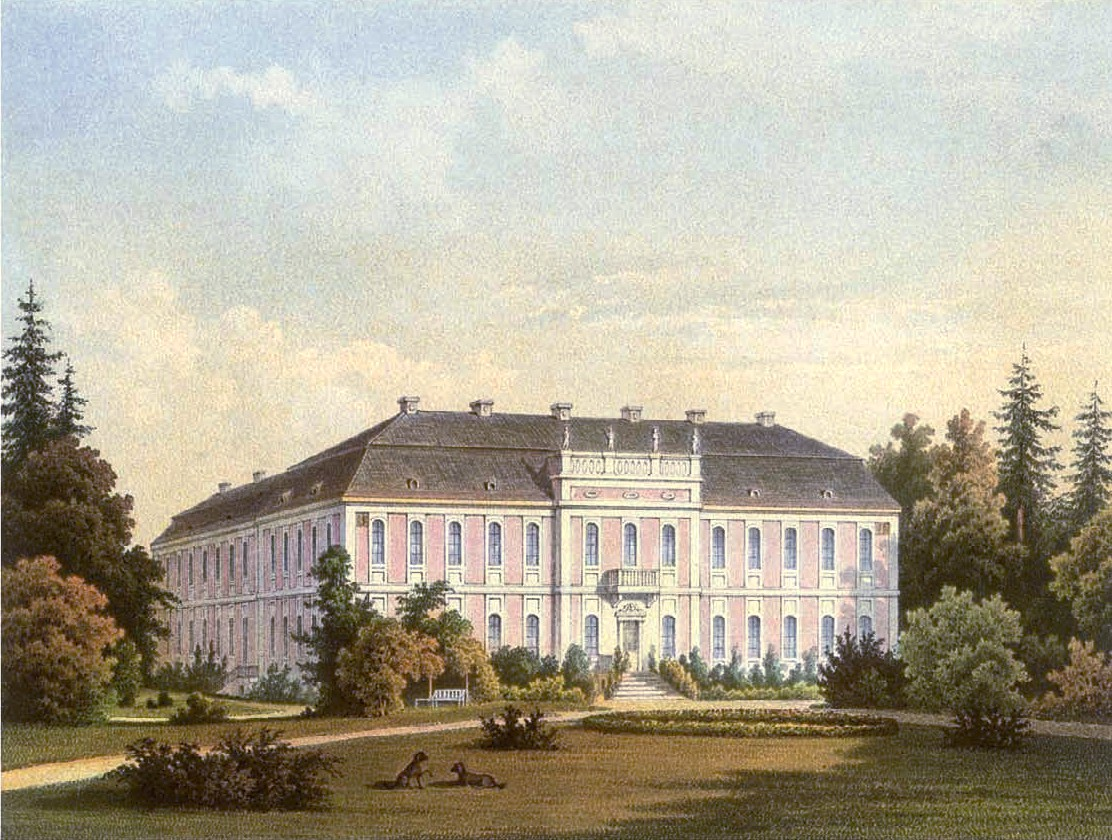
Schloss Finckenstein im 18. Jahrhundert. (Sammlung Alexander Duncker)

### Demographie
| Jahr | Einwohnerzahl | Anmerkungen |
| 1785 | -             | 48 Feuerstellen (Haushaltungen) |
| 1818 | 0324          | [ 14 ] |
| 1852 | 0449          | [ 15 ] |
| 1864 | 0425          | davon 423 Evangelische und zwei Katholiken, in 23 Privatwohnhäusern auf einem Areal von insgesamt 33.451,94 Magdeburger Morgen |
| 1871 | 0430          | auf einer Fläche von 9119 ha, davon 2681 ha Ackerland und 4139 ha Holzungen; nach anderen Angaben am 1. Dezember im gesamten Gutsbezirk (mit mehreren Dörfern) 1636 Einwohner, davon 1603 Evangelische, 31 Katholiken und zwei sonstige Christen, in 95 Wohngebäuden |
| 1900 | 0500          | [ 9 ] |
| 1910 | 1543          | am 1. Dezember, sämtlich mit deutscher Muttersprache, davon 1528 Evangelische und 15 Katholiken |
| 1933 | 1886          | [ 21 ] |
| 1939 | 1823          | [ 21 ] |

### Kirchspiel bis 1945
Eine Kirche zu Finckenstein wird 1602 erwähnt. Der spätere Massivbau mit östlich angeordnetem Turm wurde am 5. Oktober 1718 eingeweiht und stand unter dem Patronat der Gutsherrschaft.

## Persönlichkeiten
- Friedrich Ferdinand Alexander zu Dohna-Schlobitten (1771–1831), preußischer Politiker, wurde hier geboren
- Wilhelm Heinrich Maximilian zu Dohna-Schlobitten (1773–1845), wurde hier geboren
- Alexander Fabian zu Dohna-Schlobitten (1781–1850), Begründer des Familienzweiges Dohna-Finckenstein
- Rodrigo zu Dohna-Finckenstein (1815–1900), deutscher Großgrundbesitzer und Politiker im Königreich Preußen, wurde hier geboren
- Alfred zu Dohna-Schlobitten (1852–1929), preußischer General der Kavallerie, verstarb hier
- Hermann zu Dohna-Finckenstein (1894–1942), Rittergutsbesitzer und Politiker (NSDAP), verstarb hier